# 月娘 (2015年大愛電視劇)
《月娘》是一部描寫慈濟基金會薛月師姐、鄭添吉師兄的真實人生電視劇，由琇琴、游安順、戴君竹、許仁、許家榮、梅嫦芬等演員領銜主演，於2015年6月21日在大愛電視20:00首播。中天娛樂台則於當天21:00播出。

## 播出時間
以下時間以當地時間（台灣時間）為準

### 首播
| 片名 | 頻道       | 播放日期      | 播放時間                  |
| ---- | ---------- | ------------- | ------------------------- |
| 月娘 | 大愛電視台 | 2015年6月21日 | 20:00-20:49播出（無廣告） |
| 月娘 | 大愛海外台 | 2015年6月21日 | 20:00-21:00播出（含廣告） |
| 月娘 | 中天娛樂台 | 2015年6月21日 | 21:00-22:00播出（含廣告） |

### 重播
| 片名 | 頻道       | 播放日期      | 播放時間                  |
| ---- | ---------- | ------------- | ------------------------- |
| 月娘 | 大愛電視台 | 2015年6月21日 | 23:30-00:19播出（無廣告） |
| 月娘 | 大愛電視台 | 2015年6月21日 | 03:00-03:49播出（無廣告） |
| 月娘 | 大愛電視台 | 2015年6月21日 | 16:00-16:49播出（無廣告） |
| 月娘 | 大愛海外台 | 2015年6月21日 | 02:00-03:00播出（含廣告） |
| 月娘 | 大愛海外台 | 2015年6月21日 | 09:00-09:49播出（無廣告） |
| 月娘 | 大愛海外台 | 2015年6月21日 | 11:00-12:00播出（含廣告） |
| 月娘 | 中天娛樂台 | 2015年6月21日 | 11:00-12:00播出（含廣告） |

### 大愛會客室

#### 首播
| 片名       | 頻道       | 播放日期      | 播放時間        |
| ---------- | ---------- | ------------- | --------------- |
| 大愛會客室 | 大愛海外台 | 2015年6月21日 | 21:00-21:11播出 |
| 大愛會客室 | 大愛電視台 | 2015年6月21日 | 00:19-00:30播出 |
| 大愛會客室 | 大愛海外台 | 2015年6月21日 | 09:49-10:00播出 |

## 演員列表

### 薛家子孫
| 演員         | 角色   | 介紹 |
| 許家榮       | 薛番取 | 薛父，擔任魚市場大盤商，外表看起來威嚴，其實內心很柔軟，平時熱心公益，並提倡環保做資源回收。                                                                           |
| 梅嫦芬       | 薛母   | 戲裡有時稱-阿英。標準的傳統婦人，個性婉約賢淑，以夫為天幫忙丈夫在魚市場擺攤做生意，希望阿月有好的歸宿。                                                                |
|              | 姑姑   | 薛父的乾妹妹，與薛月感情深厚，在薛月的婚姻上幫助他一大把。 |
| 李國超       | 薛振源 | 阿月哥哥，個性衝動，極富事業心，但生意失敗後個性變為暴躁。 |
| 張維錫(青年) | 薛振源 | 阿月哥哥，個性衝動，極富事業心，但生意失敗後個性變為暴躁。 |
| 高欣欣       | 洪雪   | 阿雪 阿月大嫂，年輕時因外型出眾被譽為魚市場的西施，善於做生意。 |
| 江泳錡(青年) | 洪雪   | 阿雪 阿月大嫂，年輕時因外型出眾被譽為魚市場的西施，善於做生意。 |
| 琇琴         | 薛月   | 出身於高雄，為名門大戶，是父母疼愛的掌上明珠，個性外向活潑且結識許多姊妹淘，曾動過出家念頭。不嫌丈夫家境，但與添吉的家境、個性、等生活價值觀懸殊，常發生小爭吵的問題。 |
| 戴君竹(青年) | 薛月   | 出身於高雄，為名門大戶，是父母疼愛的掌上明珠，個性外向活潑且結識許多姊妹淘，曾動過出家念頭。不嫌丈夫家境，但與添吉的家境、個性、等生活價值觀懸殊，常發生小爭吵的問題。 |
| 游安順       | 鄭添吉 | 出身於新竹，為清寒貧窮家庭，個性內向寡言，五歲喪父，畢業後加入樂團吹西索米等眾多樂器謀生，曾服役於軍樂隊，因與阿月的家境、個性、等生活價值觀懸殊，常發生小爭吵的問題。 |
| 許仁(青年)   | 鄭添吉 | 出身於新竹，為清寒貧窮家庭，個性內向寡言，五歲喪父，畢業後加入樂團吹西索米等眾多樂器謀生，曾服役於軍樂隊，因與阿月的家境、個性、等生活價值觀懸殊，常發生小爭吵的問題。 |
| 朱國宏       | 薛仲賢 | 阿月弟弟，個性嚴謹，認份的做生意，後期振興薛家的事業。 |
| 林囿成(青年) | 薛仲賢 | 阿月弟弟，個性嚴謹，認份的做生意，後期振興薛家的事業。 |
| 賴芊合       | 孫紫   | 阿月從小的好姊妹，與阿月關係要好，常進出阿月家，讓阿月父母把他當另一個女兒對待。                                                                                       |
| 黃丞芯(青年) | 孫紫   | 阿月從小的好姊妹，與阿月關係要好，常進出阿月家，讓阿月父母把他當另一個女兒對待。                                                                                       |
| 劉濟民       | 陳也春 | 孫紫丈夫，任職於機械公司，陪薛父一起做救濟貧窮等善事，阿月出嫁後常探望阿月父母。                                                                                       |
| 黃鎮(青年)   | 陳也春 | 孫紫丈夫，任職於機械公司，陪薛父一起做救濟貧窮等善事，阿月出嫁後常探望阿月父母。                                                                                       |

## 電視劇歌曲
| 演員         | 角色           | 介紹 |
| 何依霈       | 薛善美         | 振源長女，個性乖巧懂事，因父母婚姻失和而得不到關愛，幸好得到爺爺與奶奶的疼惜。                                                                           |
| 方宥心       | 鄭桂茵         | 阿月女兒，長相與個性像極阿月，曾是莒光號小姐，之後在國家公園擔任警察工作，個性獨立懂事，非常了解父母的個性，對阿月侍母至孝。                             |
| 楊忠穎       | 鄭淵燦         | 阿月大兒子，對打棒球有天分，學生時期為棒球校隊，長大後擔任警察工作，個性安分認真負責，也很孝順父母親。                                                   |
| 吳政勳       | 鄭永明(鄭邵陽) | 阿月小兒子，對打網球有天分，小時候個性調皮，曾報考軍校但不適應選擇退學，進入職場後自營業相關工作，常買保健食品給父母。在大愛會客室中有說明已改名為鄭邵陽 |
| 朱宥丞(童年) | 鄭永明(鄭邵陽) | 阿月小兒子，對打網球有天分，小時候個性調皮，曾報考軍校但不適應選擇退學，進入職場後自營業相關工作，常買保健食品給父母。在大愛會客室中有說明已改名為鄭邵陽 |
|              | 阿慧           | 淵燦的妻子，與淵燦育有兩男。 |
|              | 鄭堯文         | 淵燦與阿慧的大兒子。 |
|              | 鄭堯鴻         | 淵燦與阿慧的小兒子。 |

| 曲別   | 歌名     | 演唱者 | 作詞   | 作曲   |
| 片頭曲 | 月娘     | 馬毓芬 | 十方   | 季海山 |
| 片尾曲 | 學會幸福 | 許仁   | 吟詩賦 | 何思穎 |

## 外部連結
- 月娘官方網站－大愛戲劇
- 月娘DVD （页面存档备份，存于）－慈濟人文喜閱書苑
- 大愛劇場的Facebook專頁

| 大愛電視台 週一至週日 20:00-20:49           | 大愛電視台 週一至週日 20:00-20:49        | 大愛電視台 週一至週日 20:00-20:49 |
| ------------------------------------------- | ---------------------------------------- | --------------------------------- |
|                                             | 月娘 （2015年6月21日－2015年7月30日）    |                                   |
| 幸福在我家 （2015年5月12日－2015年6月20日） | 永不放棄 （2015年7月31日－2015年9月8日） |                                   |

| 中天娛樂台 週一至週日 21:00-22:00           | 中天娛樂台 週一至週日 21:00-22:00        | 中天娛樂台 週一至週日 21:00-22:00 |
| ------------------------------------------- | ---------------------------------------- | --------------------------------- |
|                                             | 月娘 （2015年6月21日－2015年7月30日）    |                                   |
| 幸福在我家 （2015年5月12日－2015年6月20日） | 永不放棄 （2015年7月31日－2015年9月8日） |                                   |

| 大愛電視台二台 大愛好戲成雙 周一至周日 18:00~19:30節目 | 大愛電視台二台 大愛好戲成雙 周一至周日 18:00~19:30節目 | 大愛電視台二台 大愛好戲成雙 周一至周日 18:00~19:30節目 |
| ------------------------------------------------------ | ------------------------------------------------------ | ------------------------------------------------------ |
|                                                        | 月娘 2017年5月25日－2017年6月13日                      |                                                        |
| 回家的路 2017年5月5日－2017年5月24日                   | 大大與太太 2017年6月14日－2017年7月3日                 |                                                        |